# 二条派
二条派（にじょうは）は、中世における和歌の流派。
藤原北家御堂流である御子左家は、藤原俊成・定家・為家と和歌の家としての地位を確立した。為家の子二条為氏は大覚寺統に近侍して歌壇を馳せていた。為氏の庶弟為教・為相と相続をめぐって不和となり、為教は京極家、為相は冷泉家に分家した。二条為氏の子為世、京極為教の子為兼の代になると、二条家嫡流の二条派は大覚寺統（のちの南朝）と結んで保守的な家風を墨守し、一方の京極派は持明院統（のちの北朝）と結んで破格・清新な歌風を唱えた。二条派と京極派は互いに激しく対立して勅撰和歌集の撰者の地位を争った。二条派は「玉葉和歌集」「風雅和歌集」「新続古今和歌集」以外の勅撰和歌集を独占したが、二条派の実権は為世に師事していた僧頓阿に移っており、さらに二条家の嫡流は為世の孫の為遠の失態によって足利義満の不興を買い、その子為衡の死によって断絶してしまう。
その後秘伝は、東氏（千葉氏の支流で武家）をへて三条西家（藤原氏で公家）に伝わり明治を迎えた。世に言う古今伝授である。また、三条西家高弟細川幽斎からは近世初頭の天皇家、宮家、堂上家、地下家（じげけ）にも広まったが、三条西家は、これ以降も、二条家嫡流の宗匠家としての権威を保ち続けた。中院家、烏丸家も二条派に属する。
近世、三条西家に伝来した古文書の多くは早稲田大学とカリフォルニア大学に所蔵されている。

## 二条派の歌人一覧
太字は勅撰和歌集・准勅撰和歌集の撰者
- 二条為氏 - 『続拾遺和歌集』
  - 亀山天皇
- 二条為世 - 『新後撰和歌集』『続千載和歌集』
  - 二条為藤 - 『続後拾遺和歌集』（急死で為定へ）
    - 二条為明 - 『新拾遺和歌集』（急死で頓阿へ）

  - 二条為冬
    - 二条為重 - 『新後拾遺和歌集』（為遠からの引き継ぎ）

  - 二条為子
  - 後宇多天皇
  - 後醍醐天皇
  - 「和歌四天王」
    - 頓阿 - 『新拾遺和歌集』（為明からの引き継ぎ）
    - 慶運
    - 浄弁
    - 兼好法師
- （二条為道） - 家督を継ぐ前に卒去
  - 二条藤子
- 二条為定 - 『続後拾遺和歌集』（為藤からの引き継ぎ）・『新千載和歌集』
  - 尊良親王
  - 宗良親王 - 『新葉和歌集』
    - 後村上天皇
    - 長慶天皇

  - 足利尊氏
  - 二条良基
  - 後光厳天皇
- 二条為遠 - 『新後拾遺和歌集』（急死で為重へ）
- 二条為衡
- （頓阿） - 二条家が没落したため、頓阿の系統が二条派の主流に
- 経賢
- 尭尋
- 尭孝
  - 尭恵
  - 三条西公保
- 東常縁
- 宗祇
- 三条西実隆
  - 十市遠忠
- 三条西公条
- 三条西実枝
- 細川幽斎
- 後水尾天皇
- 三条西実条
- 霊元天皇
- 三条西実教
- 武者小路実陰
- 高松公祐

## 二条派に属する歌の家
- 三条西家
- 武者小路家
- 高松家
- 中院家
- 烏丸家